# Liga Leumit w szachach
Liga Leumit (hebr. ליגה לאומית) – drużynowe rozgrywki szachowe w Izraelu, organizowane przez Izraelskie Stowarzyszenie Szachowe. Zwycięzca ligi zostaje mistrzem kraju.

## Medaliści (od 1997)
W latach 1954–1961 mistrzostwo Izraela zdobywał Lasker Tel Awiw, a w latach 1980 i 1994 Feldklein Riszon le-Cijjon
| Sezon | 1. miejsce                                | 2. miejsce                                | 3. miejsce                                | Źródło |
| ----- | ----------------------------------------- | ----------------------------------------- | ----------------------------------------- | ------ |
| 1997  |                                           | Feldklein Riszon le-Cijjon                |                                           | [ 2 ]  |
| 1998  | Feldklein Riszon le-Cijjon                | Club Chess Beer Sheva Alef                | Elicur Petach Tikwa                       | [ 3 ]  |
| 1999  | Elicur Petach Tikwa                       | ASA Szlomo Har-Cwi Tel Awiw               | Club Chess Beer Sheva Alef                | [ 4 ]  |
| 2000  | Club Chess Beer Sheva Alef                | Feldklein Riszon le-Cijjon                | Elicur Petach Tikwa                       | [ 5 ]  |
| 2001  | Club Chess Beer Sheva Alef                | ASA Szlomo Har-Cwi Tel Awiw               | Hapoel Kefar Sawa                         | [ 6 ]  |
| 2002  | Feldklein Riszon le-Cijjon                | Hapoel Kefar Sawa                         | ASA Szlomo Har-Cwi Tel Awiw               | [ 7 ]  |
| 2003  | Club Chess Beer Sheva Alef                | ASA Szlomo Har-Cwi Tel Awiw               | Hapoel Kefar Sawa                         | [ 8 ]  |
| 2004  | Club Chess Beer Sheva Alef                | Hapoel Kefar Sawa                         | Club Chess Beer Sheva Bet                 | [ 9 ]  |
| 2005  | Club Chess Beer Sheva Alef                | ASA Szlomo Har-Cwi Tel Awiw               | Club Ashdod Elit                          | [ 10 ] |
| 2006  | Club Chess Beer Sheva Alef                | Club Ashdod Elit                          | ASA Szlomo Har-Cwi Tel Awiw               | [ 11 ] |
| 2007  | Club Ashdod Elit                          | Club Chess Beer Sheva Alef                | Club Chess Herzliya                       | [ 12 ] |
| 2008  | Club Ashdod Elit                          | Club Chess Beer Sheva Alef                | Hapoel Kefar Sawa                         | [ 13 ] |
| 2009  | Club Ashdod Elit                          | Club Chess Beer Sheva Alef                | Feldklein Riszon le-Cijjon                | [ 14 ] |
| 2010  | Club Ashdod Elit                          | Club Chess Beer Sheva Alef                | Feldklein Riszon le-Cijjon                | [ 15 ] |
| 2011  | Club Chess Beer Sheva Alef                | Club Ashdod Elit                          | Hapoel Kefar Sawa                         | [ 16 ] |
| 2012  | Club Chess Beer Sheva Alef                | Club Ashdod Elit                          | Feldklein Riszon le-Cijjon                | [ 17 ] |
| 2013  | Club Chess Beer Sheva Alef                | Club Ashdod Elit                          | Feldklein Riszon le-Cijjon                | [ 18 ] |
| 2014  | Club Ashdod Elit                          | Club Chess Beer Sheva Alef                | Feldklein Riszon le-Cijjon                | [ 19 ] |
| 2015  | Club Chess Beer Sheva Alef                | Club Ashdod Elit                          | Feldklein Riszon le-Cijjon                | [ 20 ] |
| 2016  | Club Chess Beer Sheva Alef                | Feldklein Riszon le-Cijjon                | Club Ashdod Elit                          | [ 21 ] |
| 2017  | Club Chess Beer Sheva Alef                | Club Ashdod Elit                          | Feldklein Riszon le-Cijjon                | [ 22 ] |
| 2018  | Club Ashdod Elit                          | Beer Sheva Alef in name of Eliyahu Levant | Hapoel Petach Tikwa Alef                  | [ 23 ] |
| 2019  | Club Ashdod Elit                          | Beer Sheva Alef in name of Eliyahu Levant | Hapoel Kefar Sawa                         | [ 24 ] |
| 2020  | Club Ashdod Elit                          | Beer Sheva Alef in name of Eliyahu Levant | Hapoel Kefar Sawa                         | [ 25 ] |
| 2021  | Beer Sheva Alef in name of Eliyahu Levant | Feldklein Riszon le-Cijjon                | Club Ashdod Elit                          | [ 26 ] |
| 2022  | Beer Sheva Alef in name of Eliyahu Levant | Hapoel Kefar Sawa                         | Club Ashdod Elit                          | [ 27 ] |
| 2023  | Beer Sheva Alef in name of Eliyahu Levant | Feldklein Riszon le-Cijjon                | Club Ashdod Elit                          | [ 28 ] |
| 2024  | Beer Sheva Alef in name of Eliyahu Levant | Hapoel Kefar Sawa                         | Feldklein Riszon le-Cijjon                | [ 29 ] |
| 2025  | Club Ashdod Elit                          | Feldklein Riszon le-Cijjon                | Beer Sheva Alef in name of Eliyahu Levant | [ 30 ] |